# It’s a Man’s World (альбом Анастейши)
It's a Man's World — пятый студийный альбом американской певицы Анастейши, выпущенный 9 ноября 2012 года через BMG Rights Management как прелюдия к студийному альбому, который планировалось выпустить в 2013 году, прежде чем у певицы во второй раз диагностировали рак молочной железы.

## Об альбоме
Альбом был выпущен в цифровом формате эксклюзивно для Европы, и ограниченным тиражом на физических носителях для некоторых стран Европы, а также в официальном магазине Анастейши. Копии, доступные в магазине были подписаны певицей и были распроданы всего за три дня. Цифровые копии альбома содержат эксклюзивный бонус-трек, кавер на песню группы Soundgarden «Black Hole Sun». Альбом полностью спродюсирован Гленом Баллардом и является первым альбомом Анастейши, состоящим из каверов на песни мужчин рок-исполнителей. Во время интервью на немецком радиошоу hr3, Анастейша рассказала об альбоме: "Я думаю, что современный музыкальный рынок — это мужской мир. Вот откуда пришло название альбома. Также это ещё и потому что треки, записанные для альбома на самом деле являются мужскими песнями. Считаю ли я, этот мужской мир в конечном смысле является вселенной? Нет!"

## Список композиций
| №   | Название                             | Автор(ы)                                                              | Оригинальный артист (год) | Длительность |
| --- | ------------------------------------ | --------------------------------------------------------------------- | ------------------------- | ------------ |
| 1.  | «Ramble On»                          | Jimmy Page, Robert Plant                                              | Led Zeppelin (1969)       | 4:36         |
| 2.  | «Best of You»                        | Dave Grohl, Taylor Hawkins, Nate Mendel, Chris Shiflett               | Foo Fighters (2005)       | 4:20         |
| 3.  | «Sweet Child o’ Mine»                | Axl Rose, Slash, Izzy Stradlin, Duff McKagan, Steven Adler            | Guns N' Roses (1988)      | 3:58         |
| 4.  | «You Can’t Always Get What You Want» | Mick Jagger, Keith Richards                                           | The Rolling Stones (1969) | 5:40         |
| 5.  | «One»                                | Bono                                                                  | U2 (1991)                 | 3:50         |
| 6.  | «Back in Black»                      | Angus Young, Malcolm Young, Brian Johnson                             | AC/DC (1980)              | 4:30         |
| 7.  | «Dream On»                           | Steven Tyler                                                          | Aerosmith (1973)          | 4:35         |
| 8.  | «Use Somebody»                       | Jared Followill, Matthew Followill, Nathan Followill, Caleb Followill | Kings of Leon (2008)      | 3:57         |
| 9.  | «You Give Love a Bad Name»           | Jon Bon Jovi, Desmond Child, Richie Sambora,                          | Bon Jovi (1986)           | 4:04         |
| 10. | «Wonderwall»                         | Noel Gallagher                                                        | Oasis (1995)              | 3:57         |

| №   | Название         | Автор(ы)      | Оригинальный артист (год) | Длительность |
| --- | ---------------- | ------------- | ------------------------- | ------------ |
| 11. | «Black Hole Sun» | Chris Cornell | Soundgarden (1994)        | 4:54         |

## Над альбомом работали
- Анастейша — вокал
- Глен Баллард — продюсер
- Скотт Кэмпбелл — звукооператор, микширование
- Julian People Studio — оформление, дизайн
- Самур Хужа — звукооператор
- Эндрю Макферсон — фотограф
- Билл Малина — звукооператор
- Джереми Миллер — звукооператор
- Питер Станислаус — звукооператор
- Анджела Викари — координатор производства
- Садахару Яги — звукооператор

## Чарты

### Недельные чарты
| Чарт (2012–13)                    | Высшая позиция |
| --------------------------------- | -------------- |
| Австрия (Ö3 Austria Top 40)       | 14             |
| Бельгия (Ultratop 50 Flanders)    | 25             |
| Бельгия (Ultratop 50 Wallonia)    | 51             |
| Нидерланды (MegaCharts)           | 7              |
| Германия (Media Control AG)       | 16             |
| Словения (Slovenian Albums Chart) | 30             |
| Испания (Spanish Albums Chart)    | 89             |
| Швейцария (Swiss Hitparade)       | 16             |